# Use Your Illusion II (DVD)
Use Your Illusion II je koncertní DVD kapely Guns N' Roses natočené v Tokiu v roce 1992 během Use Your Illusion Tour. Obsahuje druhou polovinu koncertu, první se nachází na DVD Use Your Illusion I.
Písně You Could Be Mine, Move To The City a Estranged obsažené na tomto DVD byly v roce 1999 zařazeny na živé album Live Era: '87-'93.

## Seznam skladeb
1. Úvod
2. You Could Be Mine
3. Sólo na bicí a kytaru
4. Godfather theme
5. Sweet Child O' Mine
6. So Fine
7. Rocket Queen
8. Move To The City
9. Knockin' on Heaven's Door
10. Estranged
11. Paradise City